# Coffea

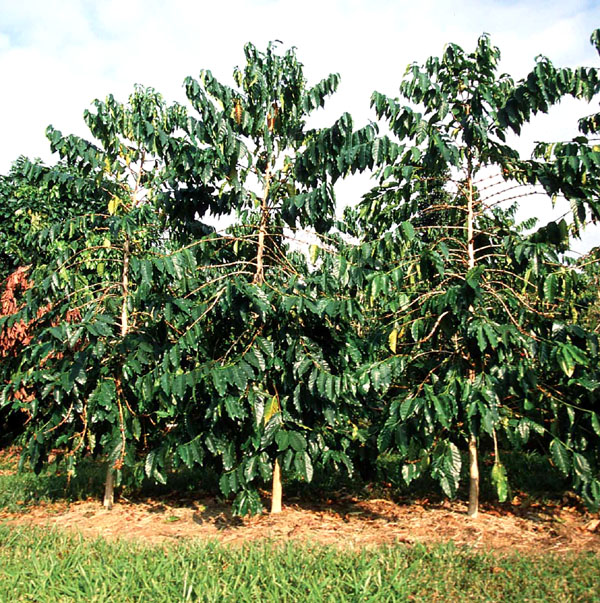
Plantes del cafè.

Coffea és un gènere de plantes angiospermes de la família de les rubiàcies (Rubiaceae). Són plantes natives de l'Àfrica tropical i del sud, d'Àsia tropical i d'Austràlia.
Les llavors d'algunes espècies, anomenades grans de cafè, s'utilitzen per aromatitzar diferents begudes i productes. Els fruits i les llavors, contenen una certa quantitat de cafeïna i tenen un sabor dolç distintiu.
La planta és un dels conreus comercials més valuosos i comercialitzats del món i és un producte d'exportació important de diversos països, inclosos els d'Amèrica Central i del Sud, el Carib i Àfrica. El comerç de cafè depèn en gran manera de dues de les més de 130 espècies, Coffea arabica (comunament coneguda simplement com a cafè), que representa el 60-80% de la producció mundial de cafè, i Coffea canephora (cafè del Congo o cafè robusta), que representa al voltant del 20-40%. Ambdues espècies de cafè són vulnerables als canvis, causats pel canvi climàtic, a les seves zones de cultiu, cosa que probablement provocarà un descens de la producció en algunes de les regions de cultiu més importants.

## Descripció
Són arbusts o petits arbres perennes i perennifolis, inermes i sovint amb branques laterals horitzontals. Les fulles són el·líptiques i habitualment disposades de manera oposada, amb una nervadura molt marcada i una cutícula cerosa que les protegeix i dificulta l'evaporació de l'aigua. Les flors són petites, sèssils o amb un pedicel curt, hermafrodites, fragants i amb una corol·la de color blanc o rosa formada per un tub i de 4 a 9 lòbuls. L'androceu és format per un nombre d'estams que va de 4 a 8, al gineceu hi ha un ovari bilocular, amb un òvul a cada lòcul, l'estigma és bilobulat. Les flors s'agrupen en inflorescències axil·lars. El fruit és una drupa globosa o el·lipsoide de color vermell, porpra, taronja, groc, blau o negre a la maturitat, cada fruit conté una o dues llavors, que són els grans de cafè en el cas de les poques espècies que s'aprofiten comercialment i que es caracteritzen per una mena de solc longitudinal.

## Taxonomia
Aquest gènere va ser publicat per primer cop l'any 1753 al primer volum de l'obra Species Plantarum del botànic suec Carl von Linné (1707-1778).

### Espècies
Dins del gènere Coffea es reconeixen les 131 espècies següents:
- Coffea abbayesii J.-F.Leroy
- Coffea affinis De Wild.
- Coffea alleizettii Dubard
- Coffea ambanjensis J.-F.Leroy
- Coffea ambongensis J.-F.Leroy ex A.P.Davis & Rakotonas.
- Coffea andrambovatensis J.-F.Leroy
- Coffea ankaranensis J.-F.Leroy ex A.P.Davis & Rakotonas.
- Coffea anthonyi Stoff. & F.Anthony
- Coffea arabica L.
- Coffea arenesiana J.-F.Leroy
- Coffea augagneurii Dubard
- Coffea bakossii Cheek & Bridson
- Coffea benghalensis B.Heyne ex Roth
- Coffea bertrandii A.Chev.
- Coffea betamponensis Portères & J.-F.Leroy
- Coffea bissetiae A.P.Davis & Rakotonas.
- Coffea boinensis A.P.Davis & Rakotonas.
- Coffea boiviniana (Baill.) Drake
- Coffea bonnieri Dubard
- Coffea brassii (J.-F.Leroy) A.P.Davis
- Coffea brevipes Hiern
- Coffea bridsoniae A.P.Davis & Mvungi
- Coffea buxifolia A.Chev.
- Coffea callmanderi A.P.Davis & Rakotonas.
- Coffea canephora Pierre ex A.Froehner
- Coffea carrissoi A.Chev.
- Coffea charrieriana Stoff. & F.Anthony
- Coffea cochinchinensis Pierre ex Pit.
- Coffea commersoniana (Baill.) A.Chev.
- Coffea congensis A.Froehner
- Coffea costatifructa Bridson
- Coffea coursiana J.-F.Leroy
- Coffea dactylifera Robbr. & Stoff.
- Coffea darainensis A.P.Davis & Rakotonas.
- Coffea decaryana J.-F.Leroy
- Coffea dubardii Jum.
- Coffea ebracteolata (Hiern) Brenan
- Coffea eugenioides S.Moore
- Coffea fadenii Bridson
- Coffea farafanganensis J.-F.Leroy
- Coffea floresiana Boerl.
- Coffea fotsoana Stoff. & Sonké
- Coffea fragilis J.-F.Leroy
- Coffea fragrans Wall. ex Hook.f.
- Coffea gallienii Dubard
- Coffea grevei Drake ex A.Chev.
- Coffea heimii J.-F.Leroy
- Coffea homollei J.-F.Leroy
- Coffea horsfieldiana Miq.
- Coffea humbertii J.-F.Leroy
- Coffea humblotiana Baill.
- Coffea humilis A.Chev.
- Coffea jumellei J.-F.Leroy
- Coffea kalobinonensis A.P.Davis & Rakotonas.
- Coffea kapakata (A.Chev.) Bridson
- Coffea kianjavatensis J.-F.Leroy
- Coffea kihansiensis A.P.Davis & Mvungi
- Coffea kimbozensis Bridson
- Coffea kivuensis Lebrun
- Coffea labatii A.P.Davis & Rakotonas.
- Coffea lancifolia A.Chev.
- Coffea lebruniana Germ. & Kesler
- Coffea leonimontana Stoff.
- Coffea leroyi A.P.Davis
- Coffea liaudii J.-F.Leroy ex A.P.Davis
- Coffea liberica W.Bull
- Coffea ligustroides S.Moore
- Coffea littoralis A.P.Davis & Rakotonas.
- Coffea lulandoensis Bridson
- Coffea mabesae (Elmer) J.-F.Leroy
- Coffea macrocarpa A.Rich.
- Coffea madurensis Teijsm. & Binn. ex Koord.
- Coffea magnistipula Stoff. & Robbr.
- Coffea malabarica (Sivar., Biju & P.Mathew) A.P.Davis
- Coffea mangoroensis Portères
- Coffea mannii (Hook.f.) A.P.Davis
- Coffea manombensis A.P.Davis
- Coffea mapiana Sonké, Nguembou & A.P.Davis
- Coffea mauritiana Lam.
- Coffea mayombensis A.Chev.
- Coffea mcphersonii A.P.Davis & Rakotonas.
- Coffea melanocarpa Welw. ex Hiern
- Coffea merguensis Ridl.
- Coffea microdubardii A.P.Davis & Rakotonas.
- Coffea millotii J.-F.Leroy
- Coffea minutiflora A.P.Davis & Rakotonas.
- Coffea mogenetii Dubard
- Coffea mongensis Bridson
- Coffea montekupensis Stoff.
- Coffea montis-sacri A.P.Davis
- Coffea moratii J.-F.Leroy ex A.P.Davis & Rakotonas.
- Coffea mufindiensis Hutch. ex Bridson
- Coffea myrtifolia (A.Rich. ex DC.) J.-F.Leroy
- Coffea namorokensis A.P.Davis & Rakotonas.
- Coffea neobridsoniae A.P.Davis
- Coffea neoleroyi A.P.Davis
- Coffea perrieri Drake ex Jum. & H.Perrier
- Coffea pervilleana (Baill.) Drake
- Coffea pocsii Bridson
- Coffea pseudozanguebariae Bridson
- Coffea pterocarpa A.P.Davis & Rakotonas.
- Coffea pustulata A.P.Davis & Rakotonas.
- Coffea racemosa Lour.
- Coffea rakotonasoloi A.P.Davis
- Coffea ratsimamangae J.-F.Leroy ex A.P.Davis & Rakotonas.
- Coffea resinosa (Hook.f.) Radlk.
- Coffea rhamnifolia (Chiov.) Bridson
- Coffea richardii J.-F.Leroy
- Coffea rizetiana Stoff. & Noirot
- Coffea rupicola A.P.Davis & Rakotonas.
- Coffea sahafaryensis J.-F.Leroy
- Coffea sakarahae J.-F.Leroy
- Coffea salvatrix Swynn. & Philipson
- Coffea sambavensis J.-F.Leroy ex A.P.Davis & Rakotonas.
- Coffea sapinii (De Wild.) A.P.Davis
- Coffea schliebenii Bridson
- Coffea semsei (Bridson) A.P.Davis
- Coffea sessiliflora Bridson
- Coffea stenophylla G.Don
- Coffea tetragona Jum. & H.Perrier
- Coffea togoensis A.Chev.
- Coffea toshii A.P.Davis & Rakotonas.
- Coffea travancorensis Wight & Arn.
- Coffea tricalysioides J.-F.Leroy
- Coffea tsirananae J.-F.Leroy
- Coffea vatovavyensis J.-F.Leroy
- Coffea vavateninensis J.-F.Leroy
- Coffea vianneyi J.-F.Leroy
- Coffea vohemarensis A.P.Davis & Rakotonas.
- Coffea wightiana Wall. ex Wight & Arn.
- Coffea zanguebariae Lour.

### Híbrids
S'han descrit els següent híbrid natural:
- Coffea × heterocalyx Stoff.

### Sinònims
Els següents noms científics són sinònims de heterotípics Coffea:
- Buseria T.Durand
- Cafe Adans.
- Cofeanthus A.Chev.
- Hexepta Raf.
- Leiochilus Hook.f.
- Nescidia A.Rich. ex DC.
- Paolia Chiov.
- Paracoffea J.-F.Leroy
- Pleurocoffea Baill.
- Psilanthopsis A.Chev.
- Psilanthus Hook.f.
- Solenixora Baill.

## Cultiu i ús

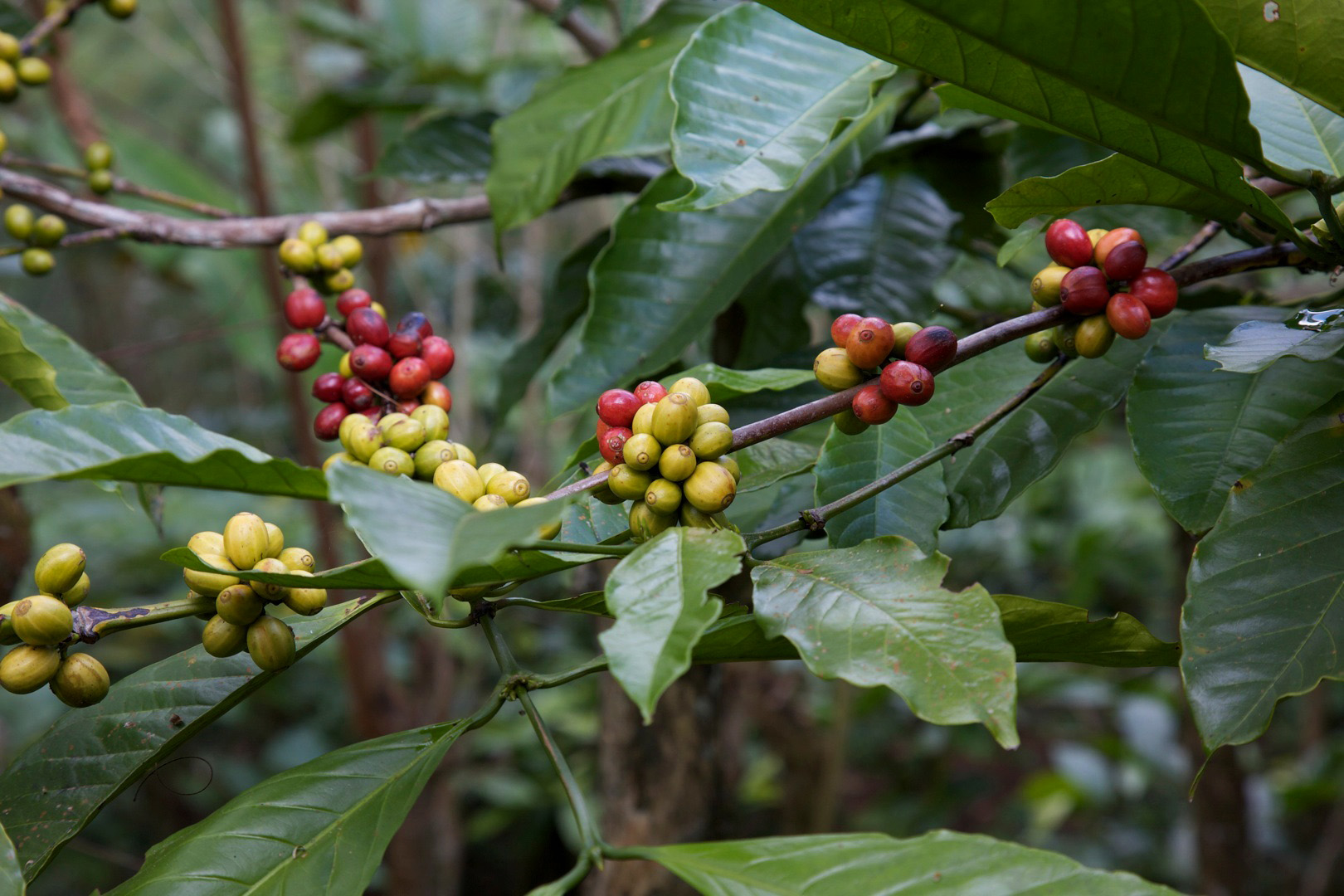
Fruits de Coffea, Bali.

Hi ha més de 130 espècies de Coffea, que es cultiva a partir de llavors. Les dues més populars són Coffea arabica (comunament coneguda simplement com a cafè), que representa entre el 60 i el 80% de la producció mundial de cafè, i Coffea canephora (cafè del Congo o cafè robusta), que representa al voltant del 20-40%. C. arabica és preferida pel seu gust més dolç, mentre que C. canephora té un contingut més elevat de cafeïna. C. arabica té els seus orígens a les terres altes d'Etiòpia i l'altiplà de Boma del Sudan, i va sorgir com a resultat d'un híbrid entre C. canephora i C. eugenioides.
Els arbres produeixen fruits vermells o morats comestibles, que es descriuen com a baies epígines o com a drupes indehiscents. La fruita sovint es coneix com a "cirera del cafè" i conté dues llavors, anomenades "grans de cafè". Malgrat aquests termes, el cafè no és ni una veritable cirera (el fruit de determinades espècies del gènere Prunus) ni una veritable mongeta (llavors de plantes de la família Fabaceae).
En aproximadament el 5-10% de qualsevol collita de fruites de cafè, només es troba un sol gra. Anomenat "caracolillo", és més petit i rodó que un gra de cafè normal.
Quan es cultiva als tròpics, el cafè és un arbust vigorós o un arbre petit que normalment creix a una alçada de 3 a 3,5 m. Les espècies de cafè cultivades més comunament creixen millor a elevacions elevades, però no toleren temperatures de congelació.
L'arbre de Coffea arabica produirà fruits al cap de tres a cinc anys, produint-se durant una mitjana de 50 a 60 anys, encara que és possible fins a 100. Les flors blanques són molt perfumades. La fruita triga uns nou mesos a madurar.